# Bol'shebereznikovsky (huyện)
Huyện Bol'shebereznikovsky (tiếng Nga: ? райо́н) là một huyện hành chính tự quản (raion), của Mordovia, Nga. Huyện có diện tích 928 km². Trung tâm của huyện đóng ở Bol'shiye Berezniki.